# Cala Pi (urbanització)
La urbanització de Cala Pi és un nucli residencial situat al costat esquerre de la cala del mateix nom, al terme municipal de Llucmajor, Mallorca, en terrenys que pertanyien a la possessió de Cala Pi. Aquesta zona fou urbanitzada el 1970 per part d'Antoni Munar Ferretjans, i se'n realitzà la seva organització el 1976. Ocupa una superfície urbana de 31 ha i actualment la majoria de cases són de segona residència.